# Al-Bahariyah
Al-Bahariyah (tiếng Ả Rập: البحارية) là một ngôi làng ở phía đông Ghouta, 20 kilômét (12 mi)  phía đông trung tâm thành phố Damascus. Ngôi làng về mặt hành chính là một phần của huyện Douma trong Tỉnh bang Dimashq. Sân bay quốc tế Damascus nằm cách 13 kilômét (8,1 mi)  về phía nam của Al-Bahariyah. Ngôi làng đã bị phá hủy phần lớn vào tháng 8 năm 2013 và là nơi xảy ra vụ tấn công bằng vũ khí hóa học trong cuộc Nội chiến Syria.